# Parc provincial Mono Cliffs
Le parc provincial Mono Cliffs (anglais : Mono Cliffs Provincial Park) est un parc provincial situé près de la ville de Mono dans la région de l’Ontario au Canada. Il fait partie des parcs aux abords de l’escarpement du Niagara.

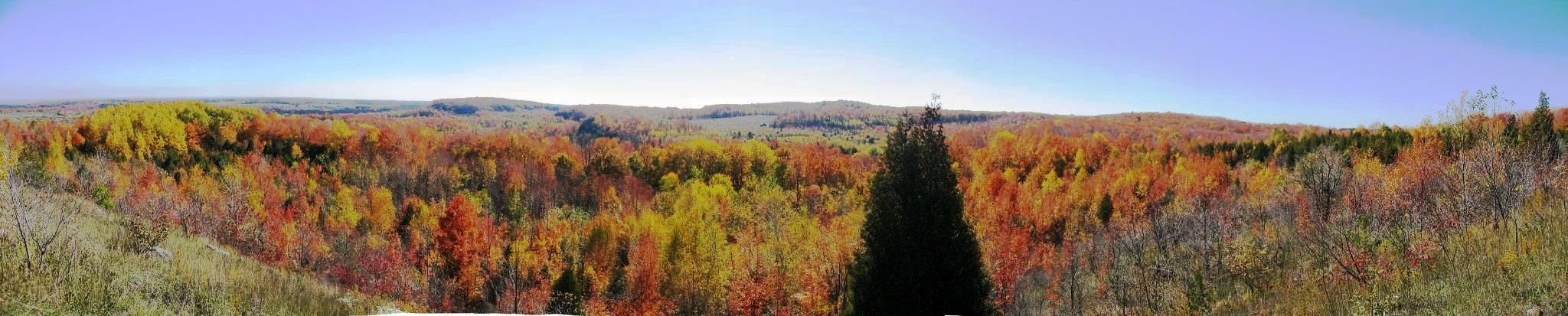
Panorama du parc provincial Mono Cliffs